# Gérard Perrier Industrie
Gérard Perrier Industrie est une entreprise française du secteur de l’automatisme et les équipements électriques dans l’industrie, fondée par Gérard Perrier en 1967 à Belley (Ain).